# Анналы Хотельского
Анналы Хотельского (пол. Rocznik Chotelskiego) — механическая компиляция ряда исторических источников, выполненная вислицким каноником Альбертом из Хотел в нач. нач. XVI в. В начале повествования есть пометка «из хроник». Сохранились в рукописи XVI в. Охватывают период с нач. XV в. до 1520 г. Повествуют об истории Польши и соседних стран. Содержат неизвестное по другим источникам сообщение о принятии христианства поляками в первой половине X в.

## Издания
- Rocznik Chotelskiego / wydal A. Bielowski // MPH, T. 3. Lwow, 1878, p. 212—217[2].

## Переводы на русский язык
- Анналы Хотельского в переводе А. С. Досаева на сайте Восточная литература